# 정영문
정영문(1965년~)은 대한민국의 소설가, 번역가이다. 1965년 경상남도 함양에서 태어나, 서울대학교 심리학과를 졸업했다. 1996년 《작가세계》 겨울호에 장편소설 《겨우 존재하는 인간》을 발표하면서 등단했다. 1999년 제12회 동서문학상, 2012년 제17회 한무숙문학상, 제43회 동인문학상, 제20회 대산문학상을 수상했다. 소설 창작 외에 번역에서도 활발하게 활동해 왔다.

## 수상
- 1999년 제12회 동서문학상
- 2012년 제17회 한무숙문학상
- 2012년 제43회 동인문학상
- 2012년 제20회 대산문학상

## 저서
- 《겨우 존재하는 인간》(세계사, 1997)
- 《검은 이야기 사슬》(문학과지성사, 1998)
- 《하품》(작가정신, 1999)
- 《나를 두둔하는 악마에 대한 불온한 이야기》(세계사, 2000)
- 《핏기 없는 독백》(문학과지성사, 2000)
- 《더없이 어렴풋한 일요일》(문학동네, 2001)
- 《중얼거리다》(이마고, 2002)
- 《꿈》(민음사, 2003)
- 《달에 홀린 광대》(문학동네, 2004)
- 《목신의 어떤 오후》(문학동네, 2008)
- 《바셀린 붓다》(자음과모음, 2010)
- 《어떤 작위의 세계》(문학과지성사, 2011)
- 《오리무중에 이르다》(문학동네, 2017)
- 《강물에 떠내려가는 7인의 사무라이》(워크룸프레스, 2018)